# チンク

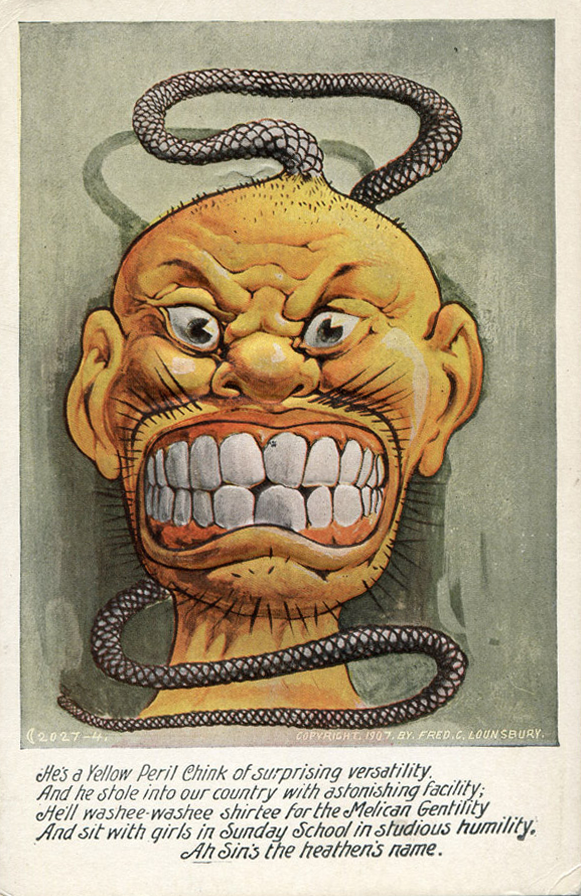
黄禍論とフレッドC.ルーンズベリーによる中国人男性に関する人種差別的なポストカード（1907）

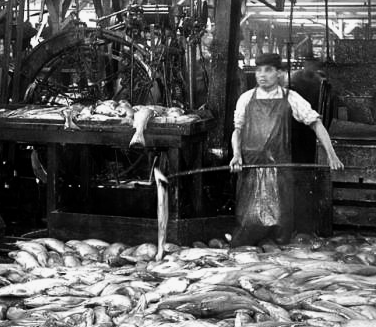
中国系移民を映した差別的な画像

チンク (英: chink) は、中国人を表す英語の侮蔑語である。当初は主にアメリカ合衆国の白人が、19世紀末に急増した中国系移民を呼ぶのに使用した言葉。しばしばアメリカ人はアジア人移民の出身国を区別できないので、チンクも他のアジア人を含んだ侮蔑語としても使用される。

## 語源
語源にはいくつかの説がある。
- 中国のお礼の言葉 “ching‐ching”[1]
- “China”[2]もしくは “Chinese”[3]
- 王朝名の清 “Qing”（チン）[4]
- “chink” が元来、「狭い割れ目」を意味したことから、中国人の細い目 (“chinke‐eyed”) を現した[5]

チンクの最初の用例は1874年に見られる（印刷物では1878年）。

## 現在の用法
アメリカ合衆国ではオーナーが自身の容貌が中国人に似ていることにヒントを得て「チンクズ・ステーキ」（現Joe's Steaks + Soda Shop）なる飲食店を1949年開業していたが、2013年に後継者が差別にあたるのではないかとして店名を変えたところ、常連客の支持を失い大幅に売り上げが落ちてしまう問題が起きた。なお、店名変更の際にアメリカ社会では1万名に上る変更反対署名が集まった。
2021年6月14日までの投稿の、アメリカ合衆国の女性シンガーソングライターであるビリー・アイリッシュがタイラー・ザ・クリエイターの2011年の楽曲”fish”を流し、歌詞にある「チンク」という侮蔑語を口パクしたりする場面などをつなぎ合わせた動画がTikTokで1000万回以上再生されて話題になった。アイリッシュが14歳の時に投稿したInstagramなどから切り出した動画とみられるが、同22日、Instagram上で謝罪した。